# Carlos Cossio
Carlos Cossio (San Miguel de Tucumán, 3 de febrero de 1903 - Buenos Aires, 24 de agosto de 1987) fue un jurista, abogado, filósofo del derecho, militante universitario reformista y profesor argentino. Dentro de sus principales obras está la concepción de la Teoría egológica del derecho.

## Biografía
Carlos Cossio realizó los estudios primarios y secundarios en Tucumán y se trasladó a Buenos Aires para estudiar en la Facultad de Derecho de la Universidad de Buenos Aires, donde se vinculó al movimiento reformista siendo uno de los líderes del Centro de Estudiantes. Realizó su tesis doctoral sobre el tema "La Reforma Universitaria o el Problema de la Nueva Generación", publicada en 1927.
Entre 1934 y 1948 enseñó en la Universidad Nacional de La Plata donde comenzó a desarrollar su teoría egológica del derecho. En 1948 gana el concurso para hacerse cargo de la Cátedra de Filosofía del Derecho de la Universidad de Buenos Aires (UBA), donde termina de definir su original concepción del derecho. Se rodea de un amplio grupo de seguidores y discípulos, entre ellos, Ambrosio Lucas Gioja, Julio César Cueto Rúa, Genaro Carrió, José Vilanova, Daniel Herrendorf, Enrique Aftalión, Carlos Spini, formando la "Escuela Jurídica Argentina". En este lapso, su reconocimiento y prestigio accedía a un nivel nunca antes imaginado. Su definición del Derecho como "conductas en interferencias intersubjetivas", lo llevó a tener una polémica con Hans Kelsen, creador de la Teoría pura del Derecho, en la propia Facultad de Derecho de Buenos Aires en 1949.
En 1956 fue privado de su cátedra por el gobierno militar de Pedro Eugenio Aramburu debido a su presunta simpatía por el peronismo, no pudiendo reincorporarse sino hasta 1973 gracias a las gestiones de su amigo y discípulo,  Julio Raffo. Cossio había respondido a una encuesta oficial sobre la posible y luego concretada reforma constitucional de 1949. Pero cuando muchos de sus colegas se hicieron los distraídos frente a las dictaduras militares de los generales Juan Carlos Onganía y Jorge Rafael Videla, el viejo profesor las enfrentó desde la tribuna y repudió los crímenes contra los derechos humanos.
Su obra fundamental es Ideología y Derecho desarrollada a partir del concepto de fenomenología de la sentencia, del proceso de interpretación del juez y de la comprensión del derecho, los aspectos ideológicos, y el trasfondo de clase del derecho liberal capitalista. Tesis adelantada en un artículo de revista 'La Ley' Cossio explicó que lo que realizan los jueces afecta a todos y cuanto de lo que hacen permanece oculto, tanto para ellos como para los demás 'sujetados' por sus decisiones. Todos estamos implicados en lo que hacen los jueces, buenos o malos, y 'no tan solo por lo que pudiera percibirse a primera vista -dice Cossio-, sino mucho más porque todos ellos, día a día y hora tras hora, hacen algo por las derechas o las izquierdas, y también por la democracia o el totalitarismo, al gravitar sobre la vida social en forma específica, como agentes del Derecho'. Esos jueces muchas veces ignoran los alcances de sus tareas 'porque el referido aporte siendo una cosa más vivida que pensada, está en función de la situación que defienden esos agentes del Derecho, situación forzosamente referida a las principales estructuras sociales'.
Cossio acepta la Teoría pura del Derecho de Hans Kelsen, y la hace parte importante de su propia teoría. No obstante, siempre existieron tensiones entre ambas visiones. Cossio aceptaba el derecho positivo, pero no aceptaba el normativismo mecanicista como objeto de la ciencia jurídica. Cossio se distinguió por demostrar que el derecho debía ser comprendido e interpretado mediante una teoría del conocimiento, respecto de la conducta humana en interferencia intersubjetiva. Ya no se trataba de sujetos jurídicos ideales (normativismo mecanicista) sino de personas, de seres humanos reales: el derecho como conducta humana.
Cossio prueba que "El juez mira al derecho no como algo concluso y ya hecho, sino como algo que se está haciendo constantemente en su carácter de vida humana viviente".
Su obra, a diferencia de sus inquisidores, fue traducida al francés, inglés, yugoeslavo, alemán, polaco, portugués, finlandés, sueco, entre otras lenguas. En 1986 recibió el Premio Konex por su trayectoria en las Humanidades de la Argentina.
Humanista, Cossio también era un excelente poeta, habitual disertante de la Sociedad Argentina de Escritores. Su poemario más conocido es "Agua herrada" (Losada, Buenos Aires, 1964).

## Paseo Carlos Cossio
En 2011, la Legislatura de la Ciudad de Buenos Aires aprobó por Ley 3772, la creación del paseo por iniciativa de los legisladores Raúl Puy (Frente Progresista y Popular) y  Julio Raffo (Proyecto Sur). El Paseo se despliega en todo el frente de la Facultad de Derecho de la Universidad de Buenos Aires (UBA), sobre la acera de la avenida Figueroa Alcorta, entre las calles Carlos Vaz Ferreira y Juan Antonio Bibiloni.
En la inauguración del Paseo hablaron sobre la figura y legado del profesor Cossio los legisladores de la ciudad Puy y Raffo, el profesor Carlos Cárcova, y la sobrina nieta del homenajeado, la licenciada en Filosofía Dolores Cossio, a la que acompañaron otros familiares: Pedro Cossio (h), Marina Cossio, María Helena Pérez del Cerro Cossio. Entre los asistentes se encontraban, entre otros, la decana de la Facultad de Derecho, Dra. Mónica Pinto, el exdecano Dr. Mario Jaime Kestelboim y el profesor titular consulto Dr. Eduardo Barcesat.

## Principales obras del autor
- El concepto puro de la revolución (ed. Bosch, 1936).
- La valoración jurídica y la ciencia del derecho (1.ª ed., UNL, 1941; 2.ª ed., Arayú; 1954).
- La Política como Conciencia (Abeledo-Perrot, 1955).
- Ideología y Derecho (Inédito, 1962).
- La teoría egológica del derecho y el concepto jurídico de libertad (1.ª ed. 1944, Losada; 2.ª ed. 1964, Abeledo-Perrot).
- La plenitud del ordenamiento jurídico. (1.ª ed., Losada, 1939; 2.ª ed., Losada, 1947 y Los Andes, 2005)
- El Derecho en el Derecho Judicial. (1.ª ed., Kraft, 1945; 2.ª ed., Abeledo-Perot, 1959 y El Foro, 2002; 3.ª ed., Abeledo-Perrot, 1967)
- Teoría de la verdad jurídica. (Losada, 1954; El Foro, 2007)
- La opinión pública
- La causa y la comprensión en el derecho. (4.ª ed., Juerez Editor, 1969)
- El fundamento filosófico de los métodos interpretativos (UNL, 1940).
- El principio "nulla poena sine lege" en la axiología egológica (enlace roto disponible en Internet Archive; véase el historial, la primera versión y la última). (Rev. LL, 1947).